# 日本スーパーマーケット協会
一般社団法人日本スーパーマーケット協会（にほんスーパーマーケットきょうかい、Japan Supermarkets Association）は、東京都中央区に本部を置く日本のスーパーマーケットの業界団体。「食料品の売上構成比が原則50%以上のスーパーマーケット事業を行っている法人、団体」を会員（通常会員）の要件とする食品スーパーの業界団体である。略称は「JSA」。
1999年（平成11年）7月12日設立、2015年（平成27年）7月1日付で一般社団法人へ移行した。初代会長には清水信次（ライフコーポレーション代表取締役会長兼社長、当時）が就任した。2009年（平成21年）には設立10周年を迎えて記念式典を開催するとともに、初代会長の清水信次が名誉会長に就任、2代会長に川野幸夫（ヤオコー代表取締役会長）が就任した。
「地域社会とともに食料品流通政策を立案・提言・推進していく」「英知を政・官・民一体となって結集し、わが国の食料品流通および食文化の健全なる発展を願う」ことを設立趣意としており、スーパーマーケットに関する様々な研究や政策提言を行う。

## 会員企業一覧
2023年9月現在。通常会員数76社・7,823店舗。そのほか賛助会員数411社。ここではスーパーマーケットで構成される通常会員のみ掲載する。
- 北海道 - 株式会社ラルズ
- 青森県 - 株式会社スーパーカケモ、株式会社ユニバース
- 岩手県 - 株式会社マルイチ
- 秋田県 - イオン東北株式会社、株式会社マルダイ
- 山形県 - 株式会社ヤマザワ
- 宮城県 - 株式会社マルニ
- 福島県 - 株式会社いちい、株式会社ヨークベニマル
- 新潟県 - アクシアルリテイリング株式会社、株式会社ウオロク、株式会社オーシャンシステム（チャレンジャー事業部）、株式会社キューピット
- 栃木県 - 株式会社たいらや
- 茨城県 - 株式会社カスミ
- 埼玉県 - 株式会社マルヤ、株式会社ヤオコー、株式会社与野フードセンター
- 東京都 - 株式会社いなげや、株式会社エコス、株式会社エムアイフードスタイル、株式会社オオゼキ、株式会社コモディイイダ、株式会社さえきセルバホールディングス、サミット株式会社、株式会社サンベルクス、株式会社食品の店おおた、株式会社西友、全国農業協同組合連合会、全日本食品株式会社、株式会社東急ストア、株式会社マルエツ、丸正チェーン商事株式会社、株式会社ヤマイチ、株式会社ライフコーポレーション
- 神奈川県 - 荒井商事株式会社、株式会社しまむら
- 長野県 - 株式会社デリシア
- 静岡県 - 株式会社田子重、株式会社マキヤ
- 愛知県 - 株式会社不二屋、株式会社ヤマナカ、株式会社ドミー
- 富山県 - アルビス株式会社、株式会社大阪屋ショップ
- 岐阜県 - 株式会社バロー
- 滋賀県 - 株式会社平和堂
- 京都府 - 株式会社エムジー、株式会社さとう、株式会社ハートフレンド
- 大阪府 - 株式会社コノミヤ、株式会社サーブ、株式会社サンプラザ、株式会社万代
- 和歌山県 - 株式会社オークワ
- 兵庫県 - 株式会社関西スーパーマーケット、株式会社マルアイ
- 岡山県 - 株式会社仁科百貨店、株式会社ハローズ、株式会社マルイ、両備ストアカンパニー (両備ホールディングス株式会社)
- 広島県 - 株式会社イズミ (ゆめタウン)、西條商事株式会社、株式会社フレスタ、マックスバリュ西日本株式会社
- 山口県 - 株式会社丸久
- 愛媛県 - 株式会社今治デパート
- 香川県 - 株式会社マルヨシセンター
- 高知県 - 株式会社サニーマート、株式会社サンシャインチェーン本部
- 福岡県 - 株式会社サンリブ
- 大分県 - 株式会社マルミヤストア
- 宮崎県 - 株式会社永野、株式会社マルイチ
- 沖縄県 - 株式会社サンエー

## 役員
2023年9月現在。
- 名誉会長 - 川野幸夫（ヤオコー代表取締役会長）
- 会長 - 岩崎高治（ライフコーポレーション代表取締役社長執行役員）
- 副会長 - 服部哲也（サミット代表取締役社長）
- 副会長 - 平松正嗣（平和堂代表取締役社長執行役員）
- 副会長 - 古瀬良多（マルエツ代表取締役会長）
- 副会長 - 阿部秀行（万代代表取締役社長）
- 副会長 - 川野澄人（ヤオコー代表取締役社長）
- 副会長 - 猫宮一久（ラルズ代表取締役社長・COO）

## その他のスーパーマーケット業界団体
- 全国スーパーマーケット協会 - 総合スーパー・食品スーパーの業界団体（一般財団法人）。
- オール日本スーパーマーケット協会 - 共通プライベートブランド「くらし良好」を運営する業界団体（任意団体）。

3団体で共同調査を行うなどの協力関係がある。